# 埔坪溪
埔坪溪，位於台灣北部之縣市管河川，幹流長度5.00公里，流域面積12.90平方公里，分佈於新北市三芝區。主流發源於三芝區埔坪里東南端，先向西北流經埔頭坑、埔坪、大龍磅崎、王公口最終於社寮港東北側注入台灣海峽。

## 水系主要河川
以下由下游至源頭列出水系主要河川，其中粗體字為主流河道。
- 埔坪溪：新北市淡水區
  - 大坑溪：新北市淡水區
  - 埔頭坑溪：新北市淡水區
    - 陳厝坑溪：新北市淡水區